# Horta-Guinardó
Il distretto di Horta-Guinardó è il terzo per estensione di Barcellona, superato solamente da quelli di Sants-Montjuïc e Sarrià-Sant Gervasi. Con una superficie di 1 192 ha, rappresenta l'11,9% dell'estensione totale del municipio. La sua popolazione è di 169 920 abitanti (2005). Comprende la maggior parte del territorio dell'antico municipio di Sant Joan d'Horta, parte di quello di San Martí de Provensals e di San Andres de Palomar. Il distretto è situato nel settore nord-est della città tra i distretti di Gràcia e Nou Barris. Confina a sud con l'Eixample, Sant Andreu e Sant Martí e al nord tramite la montagna di Collserola, con i municipi di Sant Cugat del Vallès e Cerdanyola del Vallès.
Le sue unità territoriali di base sono: Guinardó, Baix Guinardó, Can Baró, Font d'en Fargas, El Carmel, Taxonera, la Clota, Font del Gos, Horta, Vall d'Hebron, Montbau e Sant Genís dels Agudells.
Il processo di occupazione e urbanizzazione del suolo del distretto è stato pesantemente condizionato dalla sua varia topografia. La presenza della montagna di Collserolla, della valle de Hebron o la riera de Horta, ha condotto ad una struttura urbana molto diversa da settore a settore.